# 麥基爾街 (滿地可)

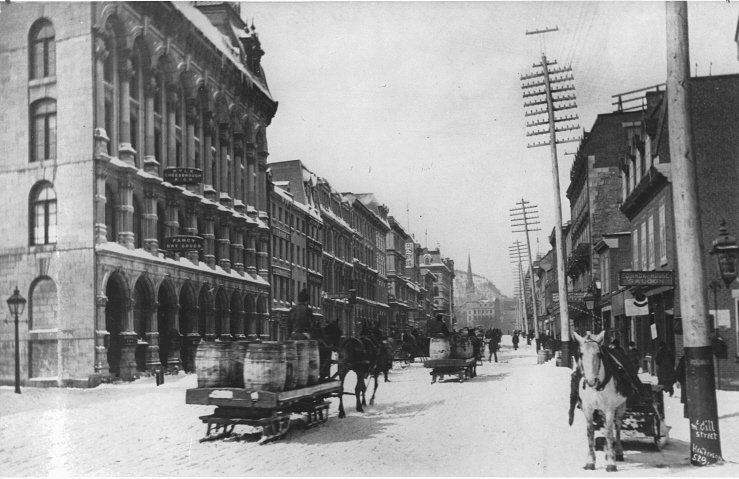

麦基尔街（法語：rue McGill）是蒙特利尔的一条街道，长0.7km，以詹姆士·麦基尔命名，麦吉尔大学也是以他命名。原加拿大国家铁路公司总部大楼，仍然矗立在麦基尔街，现在由魁北克政府办公楼占用。
1871年，渥太华一家报纸刊登了阿尔比恩酒店的广告，称麦基尔街是“该市的主干道和商业中心”。麦科德博物馆称这条街为蒙特利尔的重要动脉。
蒙特利尔国际区将麦基尔街描述为“旧港、蒙特利尔老城、多媒体城（Cité Multimedia）和国际区之间的战略联系纽带。”
蒙特利尔-南部县城际电车线的蒙特利尔站设于麦基尔街。车站大楼仍然存在，不过已不再用于运输用途。
麦基尔街从维多利亚广场向南到旧港，在拉欣運河的起点。在维多利亚广场以北，这条街过渡到比弗霍尔山。